# TrackMania 2: Canyon
TrackMania 2: Canyon é um jogo de corrida anunciado pela Nadeo, o jogo é uma sequência de TrackMania.